# Траун (місто)
Траун (нім. Traun) — місто в Австрії, у федеральній землі Верхня Австрія.
Входить до складу округу Лінц. Населення становить 25 287 чоловік (станом на 1 лютого 2008 року). Займає площу 15,49 км².

## Політична ситуація
Бургомістр комуни — Гаральд Зайдль (СДПА) за результатами виборів 2003 року.
Рада представників комуни (нім. Gemeinderat) має 37 місць:
- СДПА — 22 місця.
- АНП — 9 місць.
- АПС — 3 місця.
- Зелені — 2 місця.
- Безпартійний — 1 місце.